# Saleen S7
El Saleen S7 es un automóvil superdeportivo coupé biplaza con motor central-trasero montado longitudinalmente y tracción trasera, producido artesanalmente por el fabricante estadounidense Saleen entre los años 2000 y 2009.

## Características

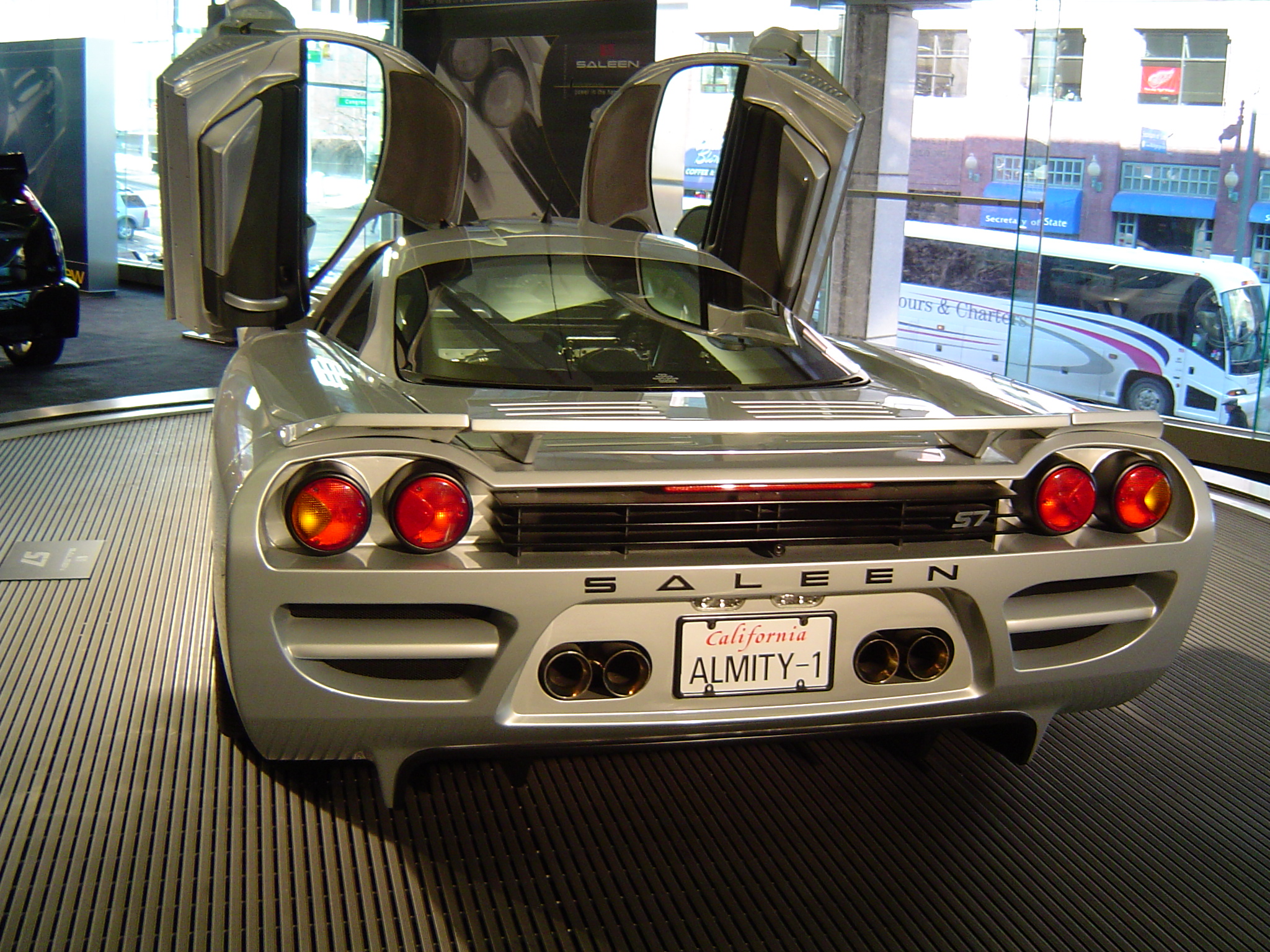
Vista trasera de un modelo 2004.

Inicialmente, se construyó con un motor V8 Ford Windsor totalmente de aleaciones de aluminio naturalmente aspirado de 7011 cm³ (7 L; 427,8 plg³), que produce una potencia máxima de 550 HP (558 CV; 410 kW) a las 6400 rpm y un par máximo de 525 lb·pie (712 N·m) a las 4000 rpm, acoplado a una transmisión manual de seis velocidades, que en los últimos cambios han conseguido afinarla, pues en los primeros S7 era un poco brusca y no parecía gustar a los sus usuarios.
Brembo se ha encargado de equiparlo con unos frenos que hacen que se detenga con una facilidad inusitada.
La carrocería está fabricada íntegramente con fibra de carbono. La carga negativa que se genera mediante el fondo plano y el spoiler trasero, son suficientes para proveer al vehículo de altas prestaciones.
Las puertas diédricas y el habitáculo son tan "racing", que incluso resultan un tanto incómodos, pero se debe a que es prácticamente un automóvil de carreras y es por ello que se han olvidado de lujos y han utilizado todas sus posibilidades para hacerlo un potente superdeportivo al más puro estilo americano.

## S7 Twin Turbo

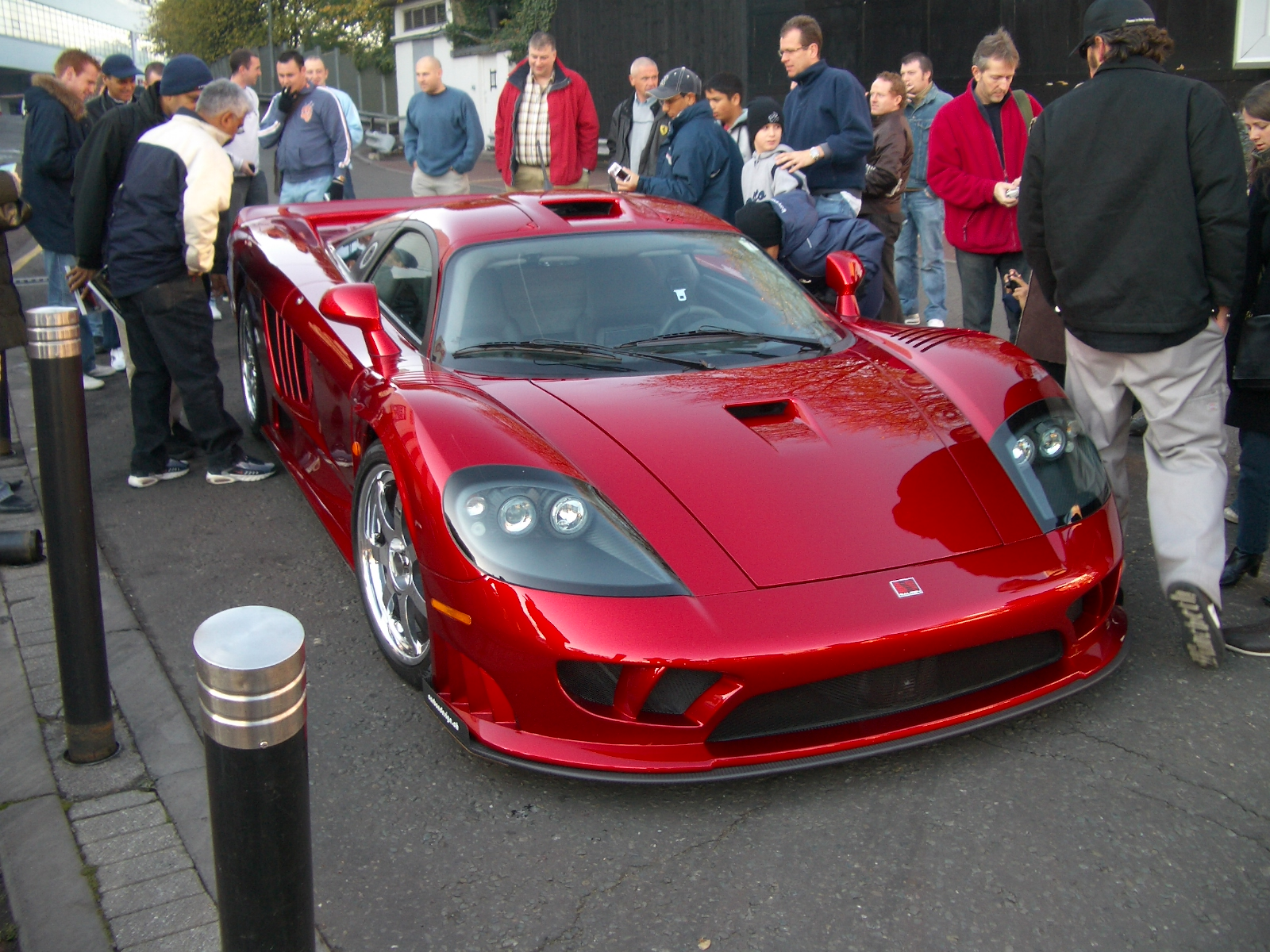
Versión Twin Turbo.

En 2004, el modelo fue retocado y renombrado a "S7 Twin Turbo", ya que se agregaron dos turbocompresores pequeños Saleen-Garrett que comienzan a generar compresión a bajas revoluciones aumentando la respuesta del motor, que le permiten llegar a 750 HP (760 CV; 559 kW) a las 6300 rpm y un par máximo de 700 lb·pie (949 N·m) a las 4800 rpm. Alcanza una velocidad máxima que roza los 390 km/h (242 mph), con una aceleración de 0 a 100 km/h (0 a 62 mph) en 2.9 segundos. En ese momento, dio un gran paso adelante situándose entre los mejores superdeportivos disponibles.
Los asientos de válvulas, codos de cigüeñal, bielas y escape son de titanio, mientras que el bloque y la culata son de fundición de aluminio. El costo del motor superaba los US$200 000 y el coche tenía un precio total de US$550 000.
Cuenta con un sistema de bomba de agua presurizada, que para funcionar no requiere de energía mecánica del motor. Los inyectores ofrecen una presión media de 52 psi (3,7 bar; 358,5 kPa) y los dos turbocompresores Garrett dispuestos en la entrada de la admisión son capaces de manejar presiones sobre las 5,5 psi (0,4 bar; 37,9 kPa).
La carrocería está realizada íntegramente en fibra de carbono y sujeta a un chasis independiente de tubos de aluminio extruido. Los anclajes de paneles y chasis fueron realizados con remaches fundidos al calor y sometidos a pruebas de rayo láser. La carga negativa ofrecida por el fondo plano y la sustentación de “ala” suministrada por el spoiler posterior integrado, son suficientes para conseguir las prestaciones descritas.

## Nueva actualización: El regreso

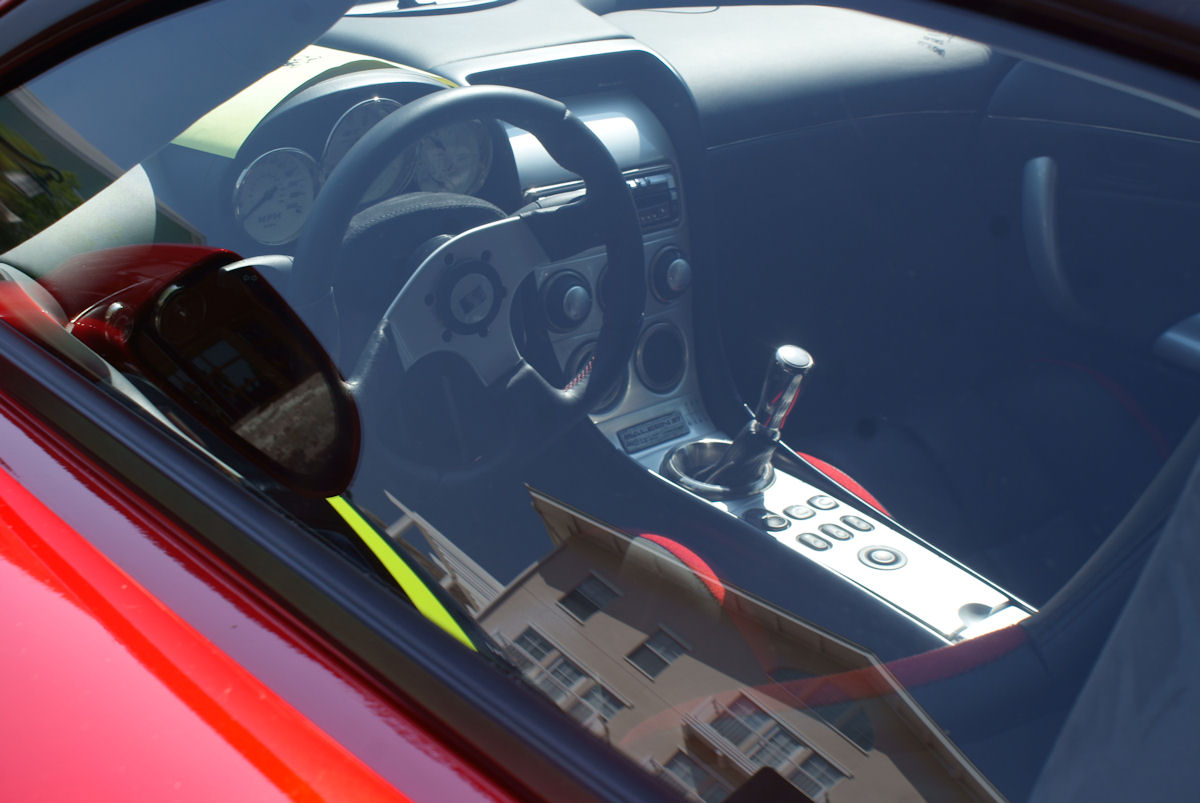
Habitáculo interior de un Twin Turbo.

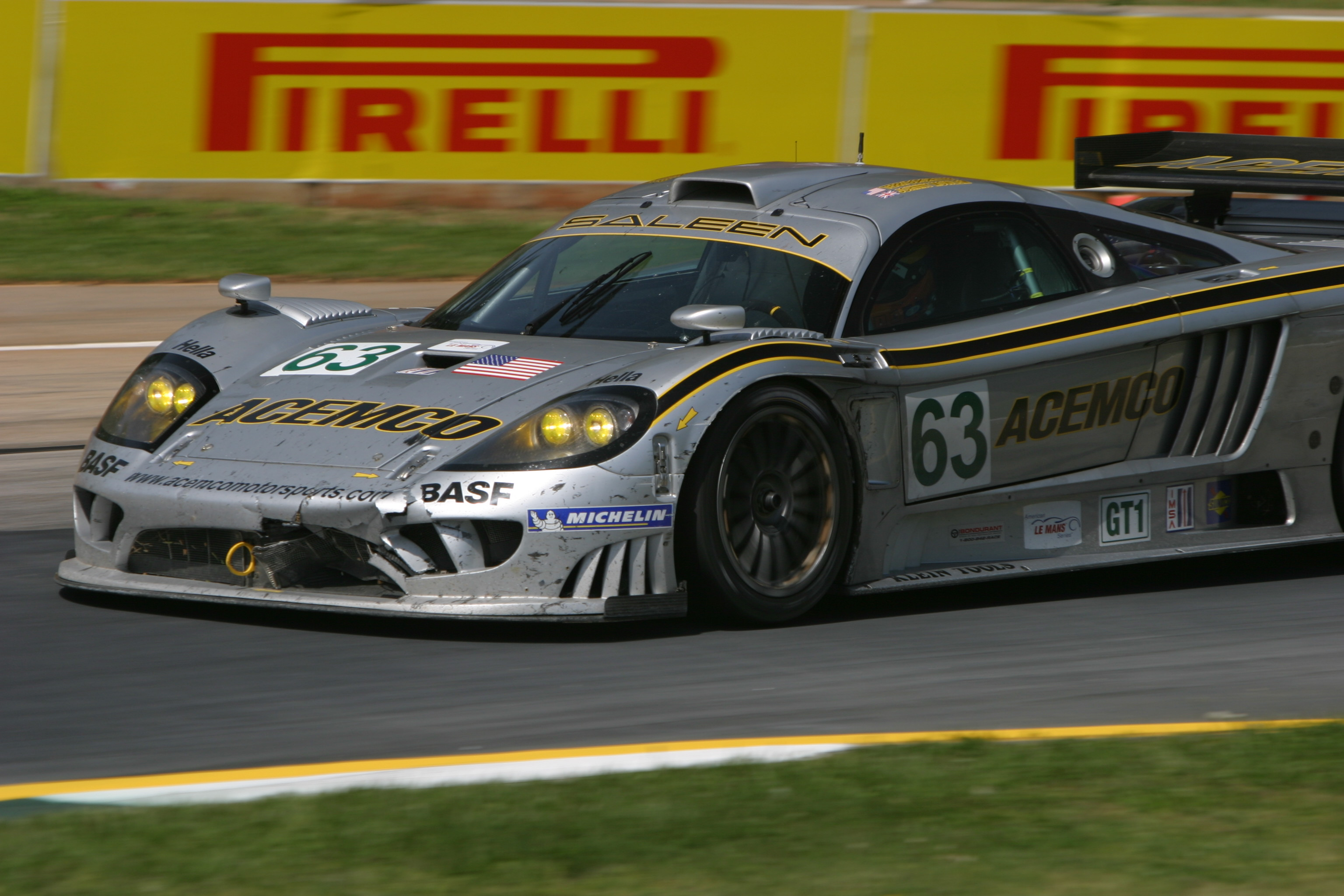
Versión de carreras S7R.

En 2012, el mismo Steve Saleen recuperó los derechos de su propia empresa y en 2016 también recuperó los derechos, equipamientos y matrices del S7 en manos de una empresa privada, por lo que el futuro de la reconocida marca preparadora de autos y del S7, están de regreso en las manos de su creador.
Está listo para volver a la calle como conmemoración de los 20 años de una exitosa campaña motorsport que duró 7 años desde 1997 hasta el 2002, donde Saleen se hizo con importantes triunfos en distintas categorías.
El S7 volverá en una edición limitada llamada S7 LM y que no solamente incorporará nuevas llantas, colores, piezas expuestas de fibra de carbono o un sistema electrónico mejorado, sino que un motor biturbo que lo llevaría hasta los 1000 HP (1014 CV; 746 kW), versus los 750 HP (760 CV; 559 kW) del original.
Siete unidades del LM se tienen en planes. Sin embargo, con la todavía inestable situación de la empresa y las promesas incumplidas sobre el deportivo S5S Raptor de 2008, los más escépticos no le tienen mucha fe al proyecto de Steve. El tiempo les devolverá la confianza a los fanáticos.

## Especificaciones
| Modelos                             | S7                                                                                       | Twin Turbo                                                                               |
| ----------------------------------- | ---------------------------------------------------------------------------------------- | ---------------------------------------------------------------------------------------- |
| Carrocería y chasis                 | Paneles tipo panal de abejas (honeycomb), fibra de carbono sobre bastidor 4130 de acero. | Paneles tipo panal de abejas (honeycomb), fibra de carbono sobre bastidor 4130 de acero. |
| Alimentación                        | Inyección electrónica                                                                    | Inyección electrónica                                                                    |
| Diámetro x carrera                  | 4,125 x 4 plg (104,8 x 101,6 mm)                                                         | 4,125 x 4 plg (104,8 x 101,6 mm)                                                         |
| Distribución                        | un (OHV) árbol de levas en el bloque del motor con 2 válvulas por cilindro               | un (OHV) árbol de levas en el bloque del motor con 2 válvulas por cilindro               |
| Embrague                            | 4 platos                                                                                 | 4 platos                                                                                 |
| Capacidad del tanque de combustible | 19 galAm (71,9 litros)                                                                   | 19 galAm (71,9 litros)                                                                   |
| Sistema de lubricación              | Cárter seco                                                                              | Cárter seco                                                                              |
| Línea roja                          | 7000 rpm                                                                                 | 6500 rpm                                                                                 |
| Relación de compresión              | 12.0:1                                                                                   | 11.0:1                                                                                   |
| 0 a 100 mph (0 a 161 km/h)          | 8.1 segundos                                                                             | 5.9 segundos                                                                             |
| 1/4 de milla (402 m)                | 11.75 segundos                                                                           | 10.5 segundos                                                                            |
| 0 a 200 mph (0 a 322 km/h)          | n/a                                                                                      | 27 segundos                                                                              |

| 1ª   | 2ª   | 3ª   | 4ª   | 5ª    | 6ª   | Final |
| ---- | ---- | ---- | ---- | ----- | ---- | ----- |
| 2.46 | 2.06 | 1.47 | 1.18 | 0.958 | 0.74 | 3.22  |

## En competición
El S7R es una versión de competición, que participó en el Campeonato FIA GT, la American Le Mans Series y las 24 Horas de Le Mans. Su motor naturalmente aspirado estaba basado en el del S7 original, que desarrollaba una potencia máxima de alrededor de 600 HP (608 CV; 447 kW).

## En la cultura popular
Fue llamado por muchos, el primer superauto verdadero de Estados Unidos e incluso gracias a su aparición en la película Bruce Almighty, protagonizada por el actor Jim Carrey, se ganó el apodo de "El auto de Dios". También aparece una réplica en la película de 2014 Need for Speed.
Además, ha aparecido en varias series de videojuegos de carreras como: Midnight Club, Forza, Gran Turismo, The Crew, entre otros.